# François Dambourgès
François Dambourgès (1742-1798) est un homme politique canadien. Il était le député de Devon de 1792 à 1796 à la chambre d'assemblée du Bas-Canada pour le Parti bureaucrate.

## Hommages
La côte du Colonel-Dambourgès a été nommée en son honneur environ vers 1791. Elle a été officialisée sous son nom actuel en 1997 dans la ville de Québec.